# ТЕС Дервеза
38°8′57″ пн. ш. 58°23′37″ сх. д. / 38.14917° пн. ш. 58.39361° сх. д.
ТЕС Дервеза – теплова електростанція поблизу столиці Туркменістану міста Ашгабат.
У 2015 році на майданчику станції до ладу чотири встановлені на роботу у відкритому циклі газові турбіни потужністю по 126 МВт.
В 2021-му виробіток станції склав 2,8 млрд кВт-годин.
Як паливо ТЕС споживає природний газ, який надходить по газопроводах Шатлик – Абадан і Схід – Захід.
Можливо відзначити, що навколо Ашгабату також знаходяться ТЕС Ахал, ТЕС Ашгабат і ТЕС Абадан.